# Okręty podwodne typu Collins
Okręty podwodne typu Collins – australijskie okręty podwodne o napędzie hybrydowym, które służą w Królewskiej Marynarce Wojennej Australii począwszy od 27 lipca 1996 roku. 
Zastąpiły okrętu typu Oberon, natomiast będą zastąpione przez 8 okrętów o napędzie atomowym: 3 okręty podwodne typu Virginia oraz 5 okrętów podwodnych o napędzie atomowym typu SSN-AUKUS.

## Geneza
Na początku lat 80. XX wieku RAN zaczęła szukać następców pozostających w jej szeregach od 1967 roku sześciu okrętów podwodnych typu Oberon. Po ustaleniu wstępnej charakterystyki nowych jednostek, w 1982 roku przeznaczono na ten cel pieniądze w budżecie obronnym Australii. Początkowo planowano budowę nawet 10 okrętów, jednak po przeanalizowaniu kosztów projektu stało się jasne, że w grę wchodzi zbudowanie tylko od czterech do ośmiu sztuk. Pierwsze z nich miały pojawić się w latach 1991–92. W maju 1983 roku australijskie Ministerstwo Obrony Narodowej wysłało zaproszenie do przetargu potencjalnym wykonawcom samych okrętów podwodnych, jak i systemu bojowego, jaki miał być umieszczony na jednostkach. Pozytywnie odpowiedziało siedem stoczni i pięć firm z branży elektronicznej. W maju 1985 roku do dalszej części konkursu zakwalifikowały się stocznia niemiecka Ingenieur Kontor Lübeck (IKL) oraz szwedzka Kockums. Ostatecznie 18 maja 1987 roku ogłoszono, że zwycięzcą konkursu została stocznia Kockums ze swoim projektem oznaczonym jako Typ 471, a system bojowy okrętu dostarczy konsorcjum Rockwell Ship Systems of Australia. Producentem okrętów zostanie Australian Submarine Corporation.

## Budowa
Wszystkie okręty zbudowano według projektu szwedzkiej firmy Kockums przez Australian Submarine Corporation w Osborne na przedmieściach Adelaide w Australii Południowej. Ogółem wybudowano sześć jednostek – wszystkie stacjonują obecnie w bazie marynarki wojennej HMAS Stirling
|                            | Początek budowy | Wodowanie  | Wejście do służby |
| -------------------------- | --------------- | ---------- | ----------------- |
| HMAS "Collins" (SSG 73)    | 14.02.1990      | 28.08.1993 | 27.07.1996        |
| HMAS "Farncomb" (SSG 74)   | 01.03.1991      | 15.12.1995 | 31.01.1998        |
| HMAS "Waller" (SSG 75)     | 19.03.1992      | 14.03.1997 | 10.07.1999        |
| HMAS "Dechaineux" (SSG 76) | 04.03.1993      | 12.03.1998 | 23.02.2001        |
| HMAS "Sheean" (SSG 77)     | 17.02.1994      | 01.05.1999 | 23.02.2001        |
| HMAS "Rankin" (SSG 78)     | 12.05.1995      | 26.11.2001 | 29.03.2003        |

## Konstrukcja

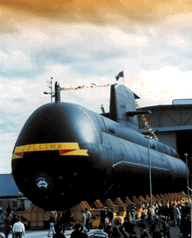
HMAS "Collins" opuszcza stocznię

Okręty typu Collins są konwencjonalnymi, wielozadaniowymi jednostkami dalekiego zasięgu, o budowie jednokadłubowej, podzielonej dwoma pokładami, z lekką hydrodynamiczną nadbudową stanowiącą pokład i osłaniającą wyposażenie na kadłubie sztywnym. Obudowa kiosku i osłona anten systemu hydrolokacyjnego wykonana jest z materiałów kompozytowych. Całość pokryto powłoką anechoiczną mającą na celu wyciszenie okrętu oraz absorpcję wiązki dźwiękowej sonarów aktywnych przeciwnika. Kadłub typu Albacore ma budowę modułową. Operacyjna głębokość zanurzenia wynosi 300 metrów, jednak prawdopodobnie jednostki tego typu potrafią schodzić na większą głębokość. Wykonany ze stali kadłub sztywny o średnicy 8 metrów wyposażono w system demagnetyzacyjny SGD-1802 firmy Marconi. Stery rufowe w układzie „X” wykonano z kompozytów, stery dziobowe umieszczone są na kiosku okrętu. Na śródokręciu jednostki, za kioskiem, znajduje się właz ewakuacyjny, dostosowany do współpracy z okrętem ratowniczym „Remora”, będącym na wyposażeniu australijskiej marynarki. Główny silnik napędowy znajduje się w ostatnim rufowym przedziale, dzięki czemu wał napędowy jest bardzo krótki. Na jego końcu obraca się siedmiołopatowa śruba o średnicy 4220 mm. Energia dla silnika pochodzi z czterech zespołów baterii akumulatorów, umieszczonych w części dziobowej i rufowej. Do ładowania akumulatorów wykorzystywane są trzy zespoły prądotwórcze, w skład każdego zespołu wchodzi 18-cylindrowy, czterosuwowy, turbodoładowany silnik wysokoprężny. Do manewrowania, cichego pływania i w sytuacjach awaryjnych wykorzystywany jest pomocniczy silnik hydrauliczny. Pełna autonomiczność pływania wynosi 70 dób.

## Uzbrojenie
Okręty mogą zabrać 22 jednostki uzbrojenia, czyli torpedy Gould Mark 48 Mod. 4, a od 2006 roku torpedy Mark 48 ADCAP lub pociski przeciwokrętowe Boeing UGM-84C Sub Harpoon. Zamiast pocisków i torped okręty mogą przenosić 44 miny denne BEA Systems Stonefish Mk III, stawiane poprzez aparaty torpedowe. Pierwotny system dowodzenia Rockwella zastąpiony został systemem Raytheon CCS Mk. 2 ustępującym nowszemu systemowi AN/BYG-1 montowanemu już na amerykańskich okrętach podwodnych typu Virginia. Na dziobie zainstalowana jest antena sonaru firmy Thales Scylla, działająca w trybie pasywnym i aktywnym. Okręt ma również: dwie pasywne anteny boczne niskiej częstotliwości do pomiaru dystansu od celu, sonar aktywny z anteną na froncie kiosku, 16 czujników do monitorowania własnych szumów, holowaną stację hydrolokacyjną GEC Marconi Kariwaria (pierwsze dwa okręty) zastąpioną przez Thomson Marconi Narama lub Allied Signal TB-23 z anteną linearną, stację radiolokacyjną służącą do celów nawigacyjnych Kelvin Hughes Typ 1007, pracującą w paśmie I, dwa peryskopy Thales CK043 (wachtowy) i CK093 (bojowy) z laserowymi dalmierzami oraz systemy walki radioelektronicznej i wykrywania emisji elektromagnetycznych ES-5600 dostarczony przez firmę EDO Corporation.